# 姚廷輝
姚廷輝（？—？），浙江人，清朝政治人物。附贡出身。
光绪三十一年，擔任廣東廣州府永安縣知縣（現紫金縣知縣）。后由張廣叔接任。